# Tina Menz
Tina Menz, coniugata Rothämel (Berlino, 24 agosto 1988), è un'ex cestista tedesca.

## Carriera
Con la Germania ha disputato i Campionati europei del 2011.